# سه داستان
سه داستان (لهستانی: Trzy opowieści) یک فیلم درام لهستانی است که در سال ۱۹۵۳ منتشر شد.

## گزیدهٔ بازیگران
- کاتاژینا وانیفسکا
- اینیاسی گوگولفسکی
- استانیسواف میخالسکی
- رومان کوسوفسکی
- یان ماخولسکی
- توماش زالیفسکی
- ترسا اشمیگیلوونا
- بوگومیو کوبی‌یلا
- یژی کاچمارک
- رومن پولانسکی
- کاژیمیش اوپالینسکی
- یژی آنتچاک
- ماریان روئوکا